# 1091年伦敦龙卷风
1091年伦敦龙卷风据现代估计相当于英国气象组织“龙卷风与风暴研究组织”提出的T8级龙卷风（约相当于藤田级数的F4级龙卷风），是英国伦敦有明确记录最早的龙卷风，具体日期是1091年10月17日（星期五）。当时木制的伦敦桥被毁，位于伦敦市的圣玛丽勒波教堂受到严重破坏；四根26英尺（7.9米）长的椽子被打入地面，其力量之大，使其仅突出地面4英尺（1.2米）。该地区的其它教堂也受到不同程度的破坏，总共有超过600栋房屋受到破坏（多数为木结构）。虽然此次龙卷风造成了严重的财产损失，不过已知只有2人遇难（当时伦敦人口为18000人）。
目前不清楚在龙卷风发生时，时任英格兰国王威廉二世是否在受灾区域内。

## 延申阅读
Rowe, M. W. . Journal of Meteorology. 1976, 1 (7): 219–222 （英语）.